# Henczné Deák Adrienn
Henczné Deák Adrienn (Budapest, 1890. augusztus 4. – Budapest, 1957. szeptember 20.) magyar festő.

## Élete, munkássága
Deák Géza és Ébner Terézia lányaként született. A budapesti Képzőművészeti Főiskolán tanult, ahol Bosznay István és Deák-Ébner Lajos voltak a mesterei. Ezenkívül állatrajzot is tanult Márton Ferenctől, s később épp az állatokat ábrázoló képeivel vált ismertté. 1919. április 29-én Budapesten, a Ferencvárosban házasságot kötött Hencz István tanárral. 1938-ban Halmos-díjjal jutalmazták. Tagja volt a sárospataki és a jászapáti művésztelepnek. Egy műve a Magyar Nemzeti Galéria gyűjteményében látható.